# Гусельникова Людмила Феоктистівна
Людми́ла Феокти́стівна Гусе́льникова (*23 квітня 1947, Куйбишеве) — поетеса.
Народилася 23 квітня 1947 р. в с-щі Куйбишеве Базчисарайського району АРК.
Закінчила Тираспольський державний педагогічний інститут ім. Т. Г. Шевченка. Тривалий час працювала в дитячих установах. Працює методистом громадського центру Нахімовської районної ради м. Севастополя.
Пише російською та українською мовою.
Автор поетичних збірок для дітей та дорослих, автор книжок прози: «Право быть», «Параллели судеб», «Достигнуть мудрости в себе», «Её Величеству Балаклаве — 250», «Я — ребенок самый умный», «Откуда чудо», Для вас, ребятишки…", «Буква к букве», «Ласпи. Легенды Крыма», «Живи по истине», «Начинаем день с улыбки», «Почемучкина книжка», «Севастопольские были», «Севастольскі бувальшини», «Прости нас, Победа».